# Louise Bak Jensen
Louise Bak Jensen (født 2. oktober 2001 i Thisted) er en dansk håndboldspiller, der spiller for Viborg HK i Damehåndboldligaen og Danmarks kvindehåndboldlandshold.
Hun har i alt deltaget ved tre ungdomsslutrunder, ved Ungdoms-VM i håndbold i 2018, U/17-EM i håndbold i 2017 i Slovakiet og U/19-EM i håndbold 2019 i Ungarn, som førstevalg i målet.
Hun skiftede i sommeren 2021 til ligaklubben Aarhus United. Her spillede hun i tre sæsoner, inden Viborg HK hentede hende i sommeren 2024 på en 3-årig kontrakt.
Jensen blev desuden, i juli 2022, tilføjet til Dansk Håndbolds udviklingstrup, som har til formål at identificere fremtidens A-landsholdsspillere ved at koncentrere udviklingsmidlerne på en begrænset gruppe spillere. Her var hun blandt de ni spillere.
I april 2025 blev hun første gang indkaldt til A-landsholdet til to træningskampe mod Tyskland, som erstatning for Anna Kristensen.